# 三五八漬け

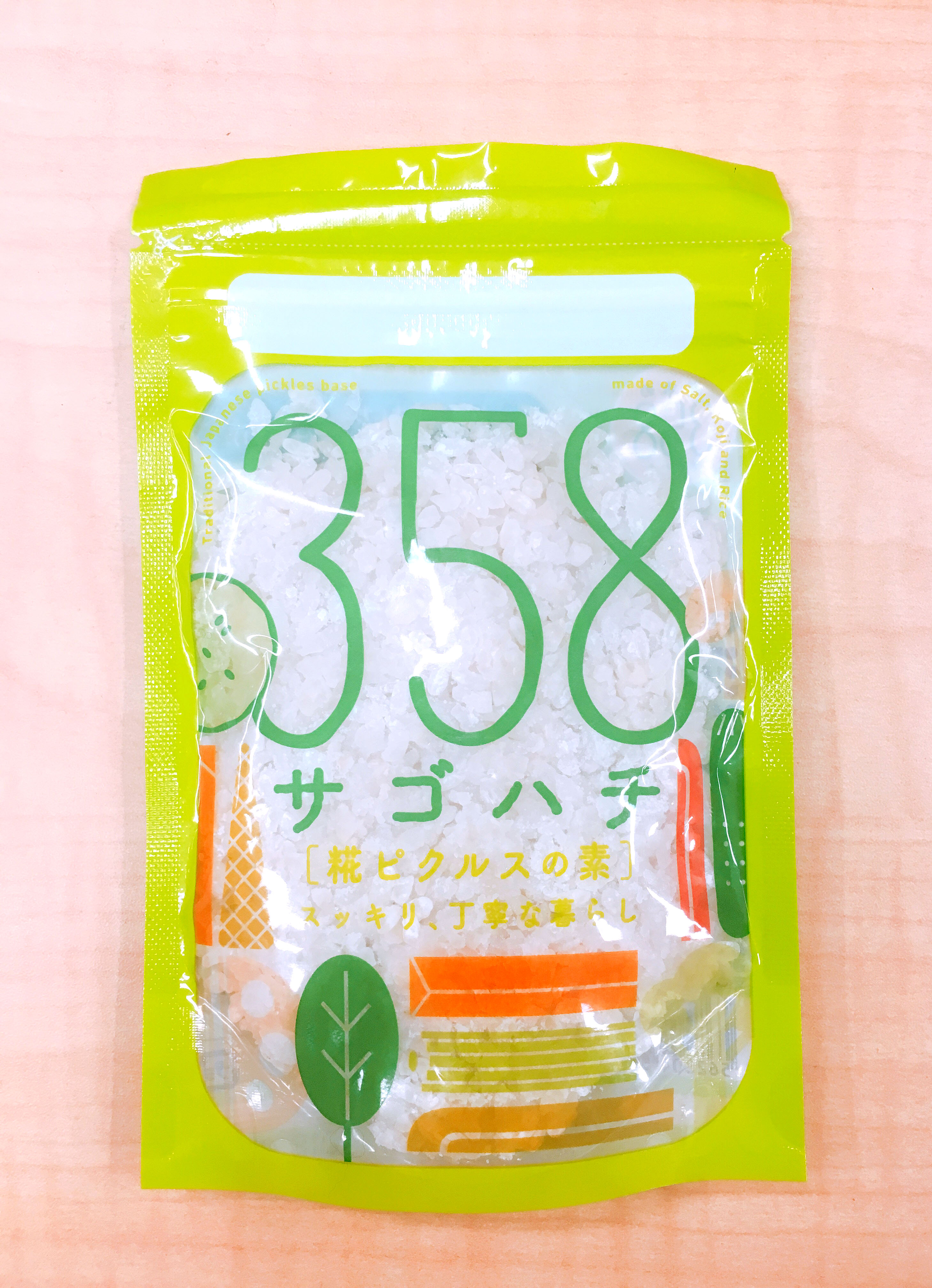
三五八漬けの素

三五八漬け（さごはちづけ）は福島県、山形県、秋田県の郷土料理で、麹で漬けた漬物である。漬床に塩、米麹、米をそれぞれ容量で3:5:8の割合で使うことに由来する。ただし、実際の割合は1:1:1だったとする説もある。

## 製法
塩、米麹、米を混ぜ、差し水をして、1週間ほど蓋をして熟成させたものに、野菜、するめ、数の子などを漬ける。もち米は飯の硬さに炊き、野菜はあらかじめ材料の4%くらいの薄塩で2日間漬けたものを本漬けにする。三五八の素も販売されている。

## 応用
三五八漬けは秋田の郷土料理として親しまれ、野菜漬けのほか肉や魚、煮物、鍋物にも使う。スーパーなどで市販されており、飲食店でも提供されている。代表的なものがハタハタの三五八漬けで、漁港のある沿岸部で多く作られている。ハタハタの三五八漬けには輪切りの唐辛子が加えられることも多い。ハタハタの卵を「ブリコ」と呼ぶが、これの由来は、三五八漬けを始めとする漬物にしたハタハタでは卵が噛み切れないほど固くなるためだという説がある。
福島県会津若松では身欠きニシンの三五八漬けが作られている。また、ジャガイモを糠床に利用した漬物が「いも三五八」と呼ばれるが、これは麹を使用しないこと、材料の比率が3:5:8ではないことなど、三五八漬けとは別物である。

## 塩麹と三五八漬け
三五八漬けは平成に入ってブームを起こした塩麹の起源とされる。塩麹は塩と麹と水で作り、米を入れないという違いがあるが、利用方法はほぼ同じである。